# Einwellenzerkleinerer
Einwellenzerkleinerer sind Schneidmühlen mit nur einer Messerwelle.
Sie werden in der Holzwirtschaft zur Aufbereitung von Holzabfällen und deren Konditionierung zu Brennstoffen eingesetzt. Sie wurden in den letzten Jahren an weitere Aufgabenstellungen angepasst und dienen auch der Aufbereitung von Kunststoffreststoffen, Ersatzbrennstoffen, Papier, Vliesstoffen oder Elektronikschrott.
Einwellenzerkleinerer bestehen aus einem Rotor, der mit Messersitzen für die Aufnahme von Rotormessern versehen ist. Diese sind in der Regel mehrfach wend- und austauschbar. Die Messerwelle arbeitet gegen einen feststehenden Messerblock (Stator).
Gegenüber anderen Schneidmühlen mit geschlossenen Rotoren und segmentierten Messern schneiden die Einwellenzerkleinerer mit geringerer Umfangsgeschwindigkeit und einer großen Anzahl kleiner Schneidflächen am Rotor und am Stator.
Der exakte Schnitt ermöglicht bei guter Spanabfuhr eine geringe thermische Belastung des zu zerkleinernden Materials und eine homogene Körnung (je nach Maschine einige mm bis einige 10 mm) mit einem verfahrensbedingt geringen Staubanteil.
Das Zerkleinerungsergebnis ist abhängig von der Messergröße und -anordnung, der Form der Messer und der Rotordrehzahl.
Kenngrößen großer Maschinen sind beispielsweise eine Einfüllöffnung von etwa 2 × 2 m, eine Antriebsleistung von 75 kW und ein Messerwellendurchmesser von ca. 0,5 m bei 80/min: